# José Luis López (boxe anglaise)
José Luis López est un boxeur mexicain né le 28 mai 1973 à Durango.

## Carrière
Passé professionnel en 1989, il devient champion du Mexique des poids welters en 1994 puis champion du monde WBO de la catégorie le 13 avril 1996 après sa victoire contre Eamonn Loughran.
Lopez laisse son titre WBO vacant après une défense victorieuse face à Luis Ramon Campas pour affronter Ike Quartey (titre WBA en jeu). Il fait match nul le 17 octobre 1997 puis perd contre James Page le 5 décembre 1998.

## Référence
1. ↑  (en) Eamonn Loughran vs. Jose Luis Lopez (boxrec.com)